# 히가시노역 (교토부)
히가시노역(일본어: 東野駅)은 일본 교토부 교토시 야마시나구에 있는 교토 시영 지하철 도자이 선의 역이다. 역 번호는 T06이다.

## 역 구조
승강장은 지하 3층에 있는 다른 도자이 선의 역과 마찬가지로 섬식 승강장 1면 2선의 구조로 스크린도어가 설치되어 있다.
도자이 선 역은 역마다 정거장 색깔이 제정되어 있으며, 당 역의 스테이션 컬러는 ■연보라색이다.

### 승강장
| 1 | 도자이 선 | 야마시나・가라스마오이케・우즈마사텐진가와 방면 |
| 2 | 도자이 선 | 다이고・로쿠지조 방면                           |

## 역 주변
역의 바로 위에는 간선 도로가 만나는 야마시나히가시노 교차점이 있다.
- 야마시나히가시노 사거리
  - 국도 제1호선
  - 교토 외환상선
- 도카이도 신칸센
- 야마시나 혼간지 유적
  - 혼간지 야마시나 베쓰인
- 가토 야마시나 병원
- 세이유 야마시나 점

## 역사
- 1997년 10월 12일: 교토 시영 지하철 도자이 선의 다이고 ~ 니조 역간 개통과 동시에 영업 개시.
- 2007년 4월 1일: IC카드 "PiTaPa"의 사용 개시.

## 인접역
| 교토 시 교통국 도자이 선   | 교토 시 교통국 도자이 선 | 교토 시 교통국 도자이 선           |
| -------------------------- | ------------------------ | ---------------------------------- |
| T05 나기쓰지 로쿠지조 방면 |                          | 야마시나 T07 우즈마사텐진가와 방면 |